# Lago Zerrouka
El lago Zerrouka es un lago marroquí situado en Tizguite, en la provincia de Ifrán, aproximadamente a 1 kilómetro de Ifrán capital. Está dividido en dos secciones o cuerpos de agua distintos. Es un área protegida.
Está situado a una altitud de 1,600 metros, con una profundidad máxima de 1.5 metros y cubre un área de 3,5 ha.
El lago es hábitat de una gran variedad de especies de aves, tanto migratorias como residentes, entre las que se incluyen la paloma bravía, la tórtola turca, el andarríos bastardo, la garceta común, la garza real, el ánade friso, el porrón común y el somormujo lavanco.  Además, el lago Zerrouka alberga una gran variedad de especies de peces, como la carpa, el lucio y la trucha arcoíris. Desde 2023 alberga la especie invasora Ferrissia californica, un caracol de agua dulce.